# Wingtech Technology
Wingtech Technology Company Limited — китайская компания электронной промышленности, крупный разработчик и производитель полупроводниковой и телекоммуникационной продукции, в том числе смартфонов, ноутбуков и микросхем. Входит в 500 крупнейших частных предприятий Китая. Штаб-квартира расположена в Цзясине (провинция Чжэцзян). 

## История
В 1993 году была основана и в 1996 году вышла на биржу Kansai Group — предшественник Wingtech. В 2006 году была основана компания Wingtech Communications. В 2007 году был основан исследовательский центр в Шэньчжэне и началось строительство завода в Цзясине; в 2008 году Wingtech начала ODM-производство мобильных телефонов; в 2009 году был основан исследовательский центр в Сиане. В 2017 году Чжан Сюэчжэн реструктуризировал активы и вывел Wingtech Technology на Шанхайскую фондовую биржу через обратное поглощение оператора недвижимости Join-In Holding.
В 2019 году начали работать заводы Wingtech в Уси, Индии и Индонезии. В конце 2019 года Wingtech Technology приобрела 80 % акций нидерландской компании Nexperia (Неймеген), созданной в 2017 году на основе полупроводниковых активов Philips. В 2021 году Nexperia приобрела завод микропроцессоров в Ньюпорте (Уэльс), расширила завод пластин в Манчестере и основала компанию ITEC по производству полупроводникового оборудования.
Кроме того, в 2021 году Nexperia расширила завод в Малайзии, а Wingtech запустила завод в Куньмине и начала строительство завода оптоэлектроники в Чжухае. В 2022 году Wingtech Technology заняла 1993-е место в рейтинге Forbes Global 2000, создала совместно с университетом Цинхуа Исследовательский центр промышленных и автомобильных полупроводников, а также запустила заводы в Хуанши и Чжухае, а Nexperia приобрела нидерландский стартап по производству микросхем управления питанием Nowi (Делфт). В ноябре 2023 года Nexperia под давлением властей была вынуждена продать свой завод в Ньюпорте американской компании Vishay Intertechnology за 177 млн долларов.

## Деятельность
Wingtech Communications занимается интеграцией различных продуктов: разрабатывает и производит смартфоны (в том числе Samsung Galaxy и Xiaomi Redmi), планшеты, ноутбуки (в том числе MacBook), телевизоры, пульты дистанционного управления, наушники, серверы, автомобильную электронику; Nexperia разрабатывает, производит и тестирует полупроводниковые пластины и микросхемы, а также различные компоненты (диоды, транзисторы и устройства защиты от электростатического разряда).
По состоянию на 2022 год основные продажи Wingtech Technology пришлись на интеграцию продуктов (68,1 %) и полупроводниковые изделия (27,6 %). Крупнейшим рынком сбыта являлся Китай (44,8 %). Среди крупных клиентов Wingtech и Nexperia — Apple, Samsung Electronics, LG Electronics, Xiaomi, Lenovo, Oppo, Realme, Honor, HMD Global, Bosch и LYF.

### Структура
Производственные предприятия Wingtech Technology и её дочерних компаний Wingtech Communications / Guangzhou Delta Imaging Technology расположены в Гуанчжоу, Чжухае, Уси, Цзясине, Куньмине, Хуанши (КНР), Семаранге (Индонезия) и Тирупати (Индия), центры исследований и разработок — в Шанхае, Шэньчжэне, Уси, Сиане (КНР) и Сувоне (Южная Корея); производственные предприятия Nexperia расположены в Гамбурге (Германия), Манчестере (Великобритания), Серембане (Малайзия), Кабуйао (Филиппины), Дунгуане и Уси (КНР), центры исследований и разработок — в Неймегене (Нидерланды), Пинанге (Малайзия), Китае и США.

## Акционеры
Основными акционерами Wingtech Technology являются Чжан Сюэчжэн (15,36 %), Wuxi Guolian Industry Investment (9,78 %), ICBC (5,44 %), Hefei Jiantou Capital Investment Management (3,83 %), Yunnan Jinyuan Equity Investment Fund Management (3,57 %), China Asset Management (2,95 %), Gree Electric Appliances (2,88 %), Цзян Чжаобай (2,28 %), Guotai Asset Management (1,3 %) и Yunnan SASAC (1,13 %).